# Eosentomon riyuetanense
Eosentomon riyuetanense är en urinsektsart som beskrevs av Nakamura 1997. Eosentomon riyuetanense ingår i släktet Eosentomon och familjen trakétrevfotingar. Inga underarter finns listade i Catalogue of Life.